# مارك سميث (روائي)
مارك سميث (بالإنجليزية: Mark Smith)‏ (1935)؛ روائي أمريكي.